# Idrissa Arouna
Idrissa Arouna (* 9. November 1926 in Niamey; auch Idrissa Harouna) ist ein nigrischer Offizier, Politiker und Diplomat.

## Leben
Idrissa Arouna meldete sich 1946 als Freiwilliger zu den Französischen Streitkräften, bei denen er anfangs als tirailleur sénégalais eingesetzt war. 1948 zum Korporal befördert, stieg er bis 1960 zum Stabsfeldwebel auf. In den 1950er Jahren war er Direktor der Sektionen Fußball und Basketball der Amicale de Niamey. Zu den Nigrischen Streitkräften wechselte Arouna mit deren Gründung im Jahr 1961 im Rang eines Unterleutnants. Dort diente er ab 1970 als Kommandant der 2. motorisierten Saharakompanie und ab 1973 als Kommandant der Zone Zinder-Ost. 1973 erreichte er den Rang eines Majors.
Arouna gehörte zu den Offizieren, die am 15. April 1974 den nigrischen Staatspräsidenten Hamani Diori stürzten und in weiterer Folge als Oberster Militärrat die Militärjunta des Landes bildeten. Für diese übernahm Arouna während der ersten vier Jahre verschiedene Ministerämter. Er war ab 22. April 1974 Minister für den öffentlichen Dienst und Arbeit, ab 30. November 1974 Minister für Inneres, öffentlichen Dienst und Arbeit, ab 3. Juni 1975 Unterrichtsminister, ab 21. Februar 1976 Minister für Unterricht und Verteidigung sowie schließlich von 12. Dezember 1977 bis 5. September 1978 erneut Unterrichtsminister. Danach wechselte er in den diplomatischen Dienst. Idrissa Arouna war von 28. September 1978 bis 5. August 1982 Botschafter Nigers in der Volksrepublik China und von 5. August 1982 bis 26. Oktober 1987 Botschafter Nigers in der Bundesrepublik Deutschland. Seit 1984 im Rang eines Oberstleutnants, ging er 1987 in den Ruhestand. Im Jahr 1996 war er Mitglied des Weisenrats, eines nach dem Militärputsch unter der Führung von Ibrahim Baré Maïnassara einberufenen beratenden Gremiums.

## Ehrungen
- Großkreuz des Nationalordens Nigers (1987)
- Ritterkreuz des Verdienstordens Mauretaniens (1969)
- Tapferkeitskreuz mit Stern (1966)[3]